# Felipe Villanueva
Felipe Villanueva Gutiérrez (* 5. Februar 1862 in Tecámac; † 28. Mai 1893 in Mexiko-Stadt) war ein mexikanischer Komponist.

## Leben
Villanueva erlernte in der Kindheit das Klavier- und Violinspiel und war Mitglied im Orchester seines Heimatortes. Im Alter von zehn Jahren komponierte er die Cantata patriótica für Gesang mit Klavierbegleitung. 1873 kam er nach Mexiko-Stadt, um das Conservatorio Nacional zu besuchen, das er jedoch nach kurzer Zeit verlassen musste.
Er wirkte dann als Violinist am Teatro Hidalgo und als Klavierlehrer, und beim Verlag Wagner und Levien erschienen einige seiner Kompositionen. Daneben setzte er seine pianistische Ausbildung bei Julio Ituarte fort, wo er dessen Schüler Gustavo E. Campa und Ricardo Castro Herrera kennenlernte. Mit diesen und den Musikern Juan Hernández Acevedo, Carlos J. Meneses, Ignacio Quesadas und Pablo Castellanos León formierte er die Grupo de los Seis, die sich in Opposition zu der vor allem von Melisio Morales verkörperten italienisch geprägten Musiktradition der deutschen und französischen Musik widmete. 1887 gründete die Gruppe das Instituto Musical.
Im gleichen Jahr komponierte er die Oper Keofar, deren Aufführung er jedoch nicht mehr erlebte. Die Komposition ist bis auf einige Stücke verloren gegangen. Seit 1892 verband ihn eine Freundschaft mit dem aus Europa zurückgekehrten Pianisten und Komponisten Ernesto Elorduy.
Neben der genannten Oper komponierte Villanueva überwiegend Mazurken, Walzer, Habaneras und weitere Stücke für das Klavier sowie ein Cellokonzert. Leider ging ein großer Teil der nicht zu seinen Lebzeiten veröffentlichten Werke verloren.